# Gustav Müller (Archäologe)
Gustav Müller (geboren 14. Dezember 1921; gestorben 5. April 1988) war ein deutscher Provinzialrömischer Archäologe. 
Gustav Müller wurde 1952 an der Universität Bonn promoviert. Er grub für das Rheinische Landesmuseum Bonn unter anderem in  Novaesium (Neuss) (seit 1957), Gelduba (Krefeld-Gellep) (1959) und Dormagen.

## Schriften
- Die keramischen Stilarten des späten Neolithikums in der Rheinprovinz. Dissertation Universität Bonn 1952.
- Untersuchungen am Kastell Butzbach (= Limesforschungen. Band 2). Gebrüder Mann, Berlin 1962, S. 5–64 (Digitalisat).
- Das Lagerdorf des Kastells Butzbach. Die reliefverzierte Terra sigillata (= Limesforschungen. Band 5). Gebr. Mann, Berlin 1969.
- Novaesium 7. Die römischen Gräberfelder von Novaesium (= Limesforschungen. Band 17). Gebr. Mann, Berlin 1977, ISBN 3-7861-7000-2.
- Ausgrabungen in Dormagen 1963–1977 (= Rheinische Ausgrabungen. Band 20). Rheinland-Verlag, Köln 1979, ISBN 3-7927-0448-X.
- Dvrnomagvs. Das römische Dormagen. Unter Mitarbeit von Heinz Günter Horn (= Kunst und Altertum am Rhein. Nummer 90). Rheinland-Verlag, Köln 1979, ISBN 3-7927-0419-6.